# Freeman Register
Freeman Register (...) è un ex atleta paralimpico statunitense, che ha gareggiato nella categoria C6/T35/T36.

## Biografia
Ha gareggiato nella categoria degli affetti da lesione cerebrale e ha espresso le sue capacità sportive sulle brevi distanze, competendo nei 100, nei 200 metri piani e nella staffetta 4×100 metri. Nel corso di tre edizioni delle Paralimpiadi ha vinto sei medaglie, di cui tre d'oro. È anche detentore di un bronzo ai Mondiali paralimpici del 1998.
Una particolarità di Freeman Register è l'aver corso due volte la staffetta 4×100 (a Barcellona 1992 e Atlanta 1996) con due formazioni completamente diverse: nel 1992, con James Anderson, Gregory Taylor e Thomas Dietz, il team ha vinto la medaglia d'oro; nel 1996, con Lincoln Scott, Jason Tercey e Ryan Blankenship, il risultato è stato l'argento paralimpico.

## Palmarès
| Anno | Manifestazione       | Sede       | Evento             | Risultato | Prestazione | Note |
| ---- | -------------------- | ---------- | ------------------ | --------- | ----------- | ---- |
| 1992 | Giochi paralimpici   | Barcellona | 100 m piani C6     | Oro       | 13"16       |      |
| 1992 | Giochi paralimpici   | Barcellona | 200 m piani C5-6   | Bronzo    | 27"72       |      |
| 1992 | Giochi paralimpici   | Barcellona | 4×100 m C5-8       | Oro       | 50"85       |      |
| 1996 | Giochi paralimpici   | Atlanta    | 100 m piani T35    | Bronzo    | 13"31       |      |
| 1996 | Giochi paralimpici   | Atlanta    | 200 m piani T34-35 | Oro       | 26"96       |      |
| 1996 | Giochi paralimpici   | Atlanta    | 4×100 m T34-37-8   | Argento   | 50"94       |      |
| 1998 | Mondiali paralimpici | Birmingham | 100 m piani T36    | Bronzo    |             |      |
| 1998 | Mondiali paralimpici | Birmingham | 200 m piani T36    | 5º        |             |      |
| 2000 | Giochi paralimpici   | Sydney     | 100 m piani T36    | 8º        | 13"88       |      |